# Agnieszka zatorska
Agnieszka zatorska (ur. między 1477 a 1480, zm. zap. 1505) – księżniczka zatorska, córka Władysława zatorskiego i Anny.
Na mocy dokumentu z 1492 została przez swych rodziców uczyniona dziedziczką Wadowic. Wyszła za mąż za właściciela ziemskiego Jana z Tworkowa. Była dobrodziejką kościoła wadowickiego, w którym została pochowana.

## Życiorys

### Dzieciństwo
Agnieszka pochodziła z zatorskiej linii dynastii Piastów. Jej ojcem był książę zatorski Władysław, który dzielił władzę na swojej dzielnicy wraz z braćmi. Matką księżniczki była nieznanego pochodzenia Anna. Agnieszka była jedynym dzieckiem pochodzącym z tego małżeństwa. Ojciec Agnieszki miał również najprawdopodobniej nieślubnego syna Włodzimierza, mnicha tynieckiego. Na mocy dokumentu z 13 lipca 1492, rodzice nadali Agnieszce Wadowice jako dożywocie po swojej śmierci.

### Małżeństwo
Między 1491 a 21 maja 1494 Agnieszka została wydana za mąż za Jana z Tworkowa, pana na Kobierzycach, syna Andrzeja z Tworkowa i Doroty z Pozdětina i Kokor. Mąż Agnieszki pochodził z bocznej linii morawskiego rodu Beneszowców i pieczętował się herbem Odrowąż. Między 21 a 24 maja 1494 zapisał on małżonce majątek Kobierzyce jako wiano, które 31 maja 1496 sprzedał za jej zgodą. Z małżeństwa Agnieszki i Jana Kobierzyckich pochodził syn Ernest, który od 1509 był właścicielem Raduni. Mąż Agnieszki, Jan z Tworkowa zmarł przed 7 sierpnia 1504.

### Dalsze losy
Po śmierci męża, latem 1505 Agnieszka procesowała się wraz z wojewodą łęczyckim Piotrem Myszkowskim o Wadowice, których dziedziczką uczynił ją dokument rodziców z 1492. Ziemie prawnie należące się Agnieszce, po śmierci jej ojca Władysława zostały uznane przez króla polskiego Jana I Olbrachta za ziemie Korony, a 23 maja 1503 oddane przez jego następcę Aleksandra Jagiellończyka Piotrowi Myszkowskiemu w dziedziczne posiadanie. 7 sierpnia 1504 proces został rozstrzygnięty na korzyść wojewody łęczyckiego. Jest to ostatnia wzmianka źródłowa na temat Agnieszki zatorskiej. Zmarła najprawdopodobniej w 1505 i została pochowana w kościele parafialnym pod wezwaniem Ofiarowania Najświętszej Maryi Panny w Wadowicach, którego była dobrodziejką. Jedyny syn Agnieszki i Jana, Ernest z Tworkowa był dwukrotnie żonaty: z Różą Wilczek i Agnieszką Osinską. Miał dwóch synów, Jana i Bartłomieja, na których wygasł najprawdopodobniej ród Tworkowskich.

## Genealogia
| Wacław ur. między 1415 a 1418 zm. zap. (po 21 X) 1465 | Wacław ur. między 1415 a 1418 zm. zap. (po 21 X) 1465 |                                        |                                        | Małgorzata Kopczowska zm. po 1467 | Małgorzata Kopczowska zm. po 1467 |  |  | NN | NN |                                  |                                  | NN | NN |
|                                                       |                                                       |                                        |                                        |                                   |                                   |  |  |    |    |                                  |                                  |    |    |
|                                                       |                                                       |                                        |                                        |                                   |                                   |  |  |    |    |                                  |                                  |    |    |
|                                                       |                                                       | Władysław zm. między 28 V a 21 IX 1494 | Władysław zm. między 28 V a 21 IX 1494 |                                   |                                   |  |  |    |    | Anna zm. między 28 V 1494 a 1505 | Anna zm. między 28 V 1494 a 1505 |    |    |
|                                                       |                                                       |                                        |                                        |                                   |                                   |  |  |    |    |                                  |                                  |    |    |
|                                                       |                                                       |                                        |                                        |                                   |                                   |  |  |    |    |                                  |                                  |    |    |
|                                                       |                                                       |                                        |                                        |                                   |                                   |  |  |    |    |                                  |                                  |    |    |

|                                             |  | Jan z Tworkowa zm. między 31 V 1496 a 7 VIII 1504 OO między 1491 a 21 V 1494 | Jan z Tworkowa zm. między 31 V 1496 a 7 VIII 1504 OO między 1491 a 21 V 1494 | Agnieszka ur. między 1477 a 1480 zm. 1505 | Agnieszka ur. między 1477 a 1480 zm. 1505 |  |  |  |  |
|                                             |  |                                                                              |                                                                              |                                           |                                           |  |  |  |  |
|                                             |  |                                                                              |                                                                              |                                           |                                           |  |  |  |  |
|                                             |  |                                                                              |                                                                              |                                           |                                           |  |  |  |  |
| Ernest Tworkowski ur. po 1491 zm. 1535/1536 |  |                                                                              |                                                                              |                                           |                                           |  |  |  |  |